# ۶۷۲ (میلادی)

## زادروزها
- شیلپریک دوم پادشاه مروونژی‌ها چشم به جهان گشود.